# Farven
Farven település Németországban, azon belül Alsó-Szászország tartományban. Lakosainak száma 637 fő (2023. december 31.).

## Népesség
A település népességének változása:
| Lakosok száma | 615  | 612  | 608  | 600  | 639  | 637  |
|               | 2016 | 2017 | 2019 | 2021 | 2022 | 2023 |